# Peucetia ashae
Peucetia ashae là một loài nhện trong họ Oxyopidae.
Loài này thuộc chi Peucetia. Peucetia ashae được Pawan U. Gajbe & Pawan U. Gajbe miêu tả năm 1999.